# Ванис-Квабеби

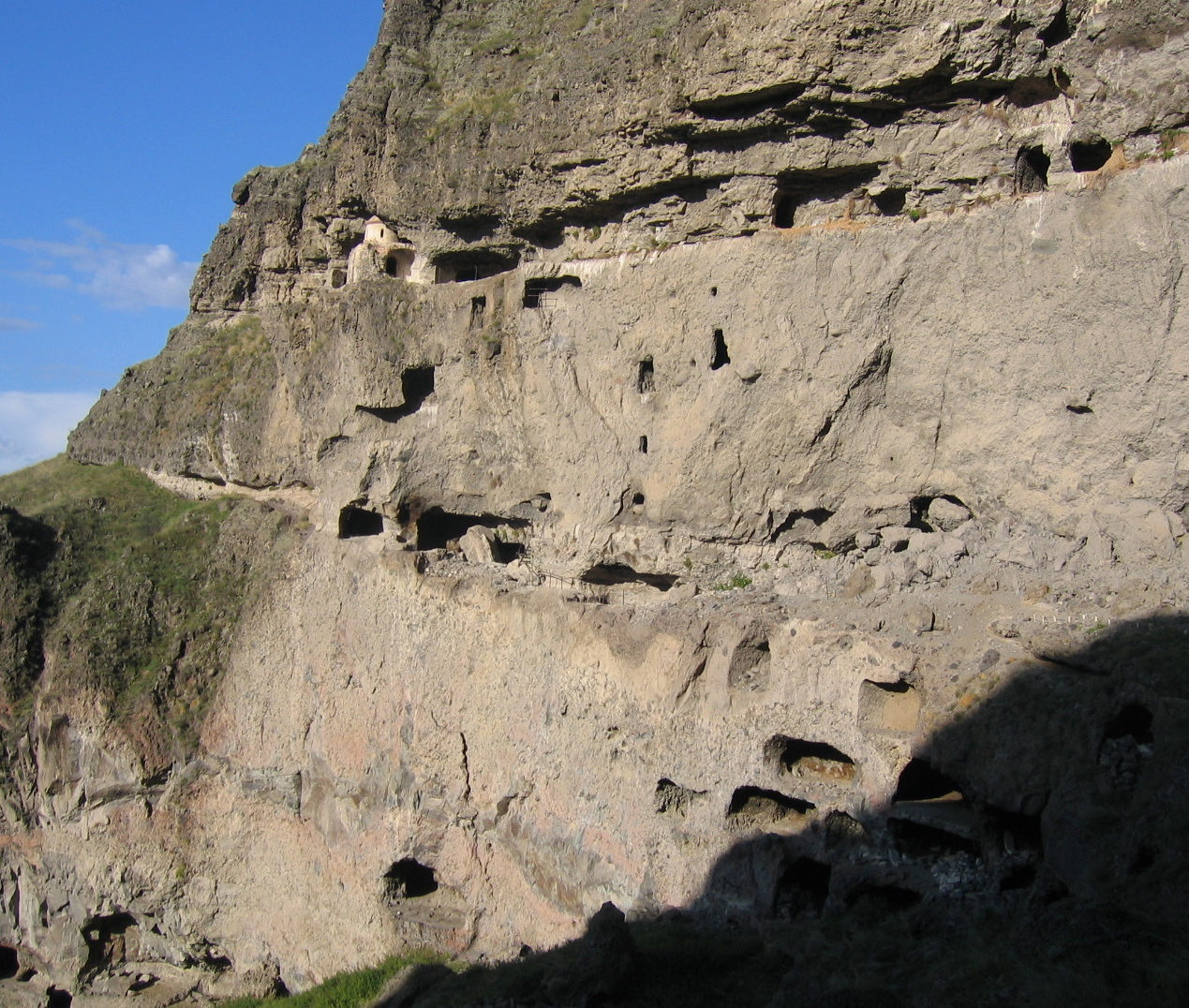

Ванис-Квабеби (груз. ვანის ქვაბები, то есть пещеры в местности Вани; употребительно также в единственном числе — Ванис-Кваби, груз. ვანის ქვაბი) — пещерный монастырь в Грузии, в регионе Самцхе-Джавахети, в 2 км от Тмогви. 
Возник предположительно в VIII веке. В 1204 году в Ванис-Квабеби построена защитная стена. В комплекс входит несколько уровней туннелей и две церкви. В XII веке неподалёку основан более знаменитый монастырь Вардзиа. 
Монастырь не раз становился ареной средневековых сражений: в 1553 году монастырь брал приступом атабег Кайхосро Джакели, в 1576 году грузинский отряд (см. «Парижскую хронику Архивная копия от 24 ноября 2011 на Wayback Machine»).